# Sattar Bahlulzade
Sattar Bahlulzade (en azerí: Səttar Bəhlul oğlu Bəhlulzadə; Bakú, 15 de diciembre de 1909-Moscú, 14 de octubre de 1974) fue un pintor de Azerbaiyán, conocido por sus cuadros de paisajes y por ser considerado el fundador del impresionismo en su país.

## Trayectoria
Sattar Bahlulzade empezó su educación profesional en el Instituto Nacional de Arte en Bakú (1927-1931), y en 1941 se graduó en el Instituto de Bellas Artes de Moscú.
Las obras más conocidas de Bahlulzade –Bazarduzu (1965), Nakhchivan (1968), Montañas (1960-1970), Noche en el Mar Caspio (1959)– se exponen en el Museo Nacional de Arte de Azerbaiyán. Otras se exhiben en los museos de Bakú, Ganyá, Najicheván o en exposiciones personales en Estados Unidos, Reino Unido, Turquía, Rusia, Georgia. 
En 1994, el presidente de su país natal, Heydar Alíyev, ordenó la creación de la Casa Museo de Sattar Bahlulzade, dedicado a su vida y trabajo artístico.

## Premios y distinciones
- 1959 - Orden de la Bandera Roja del Trabajo.

- 1963 - Artista del Pueblo de la RSS de Azerbaiyán.[4]
- 1969 - Orden de la Bandera Roja del Trabajo.

- 1972 - Premio Estatal de la República Socialista Soviética de Azerbaiyán.

## Obra

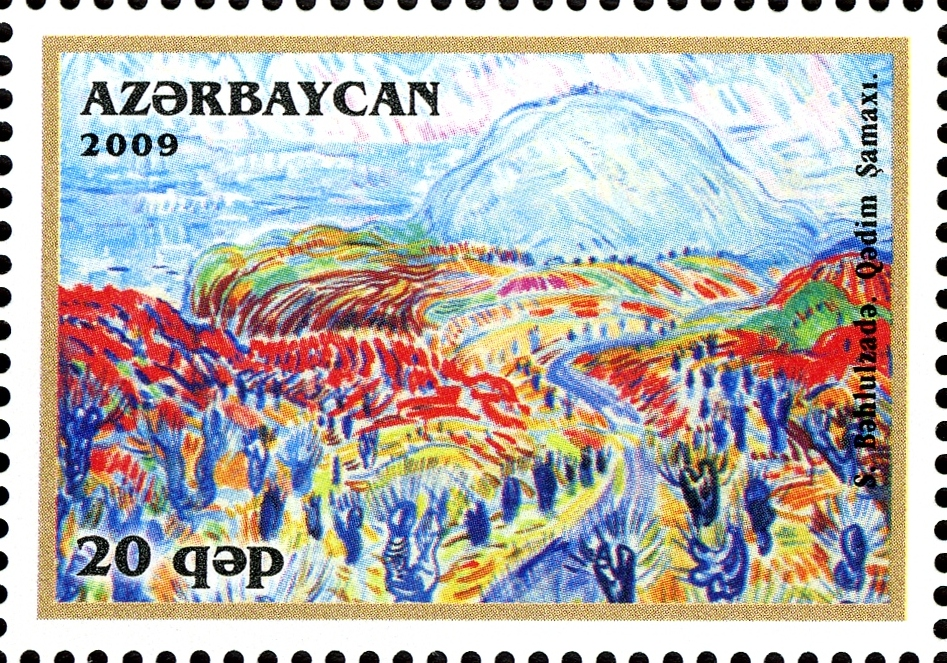
Antigua Shamakhi
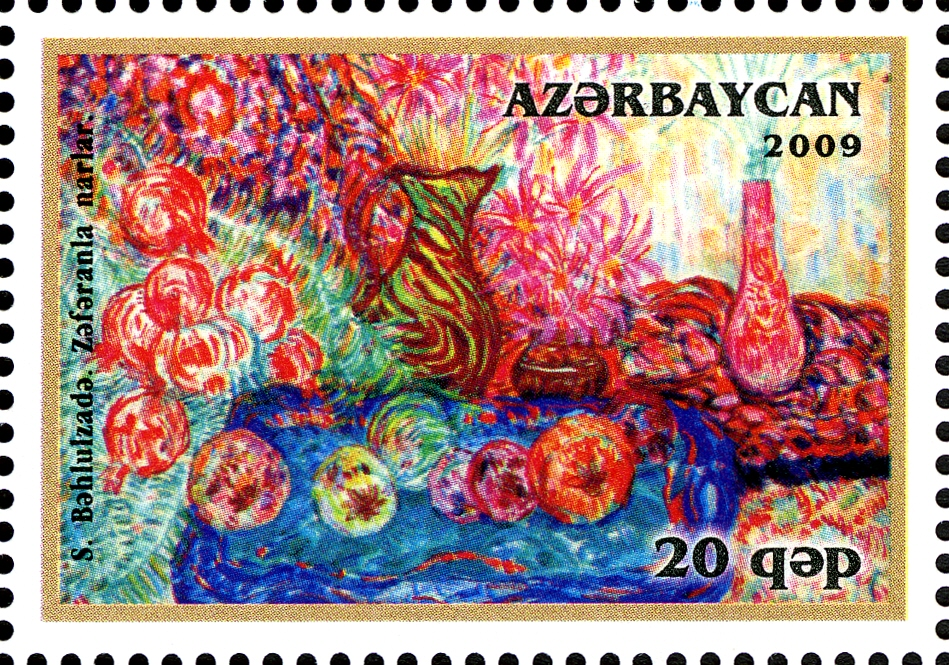
Granadas con azafrán
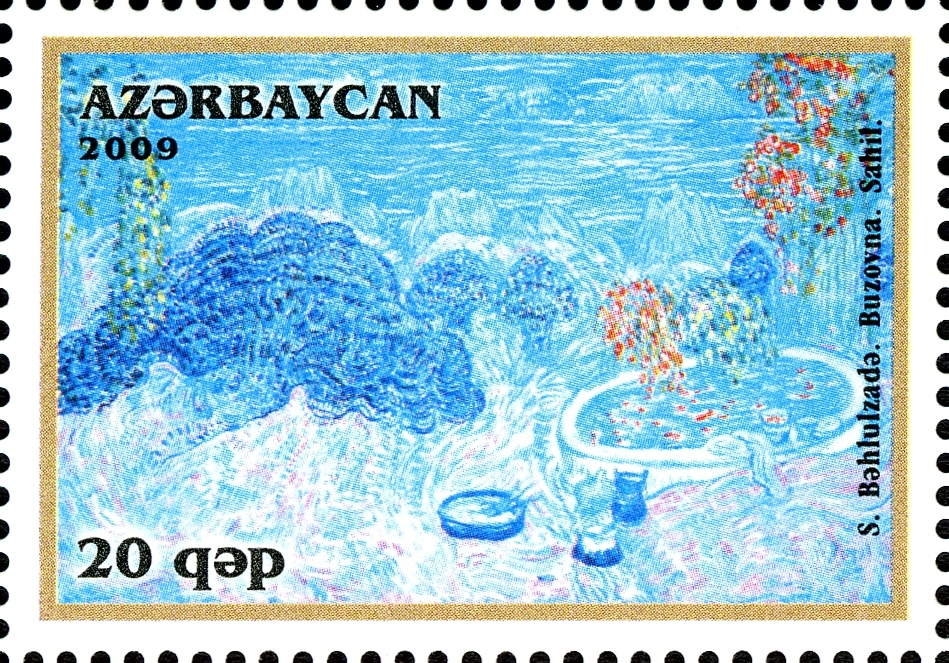
Buzovna. Costa
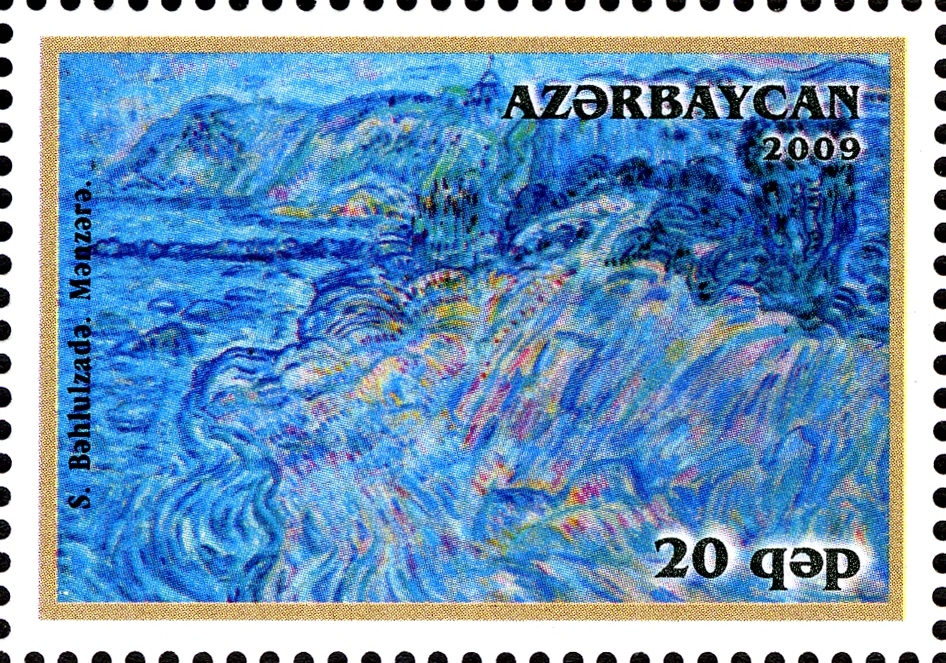
Panorama
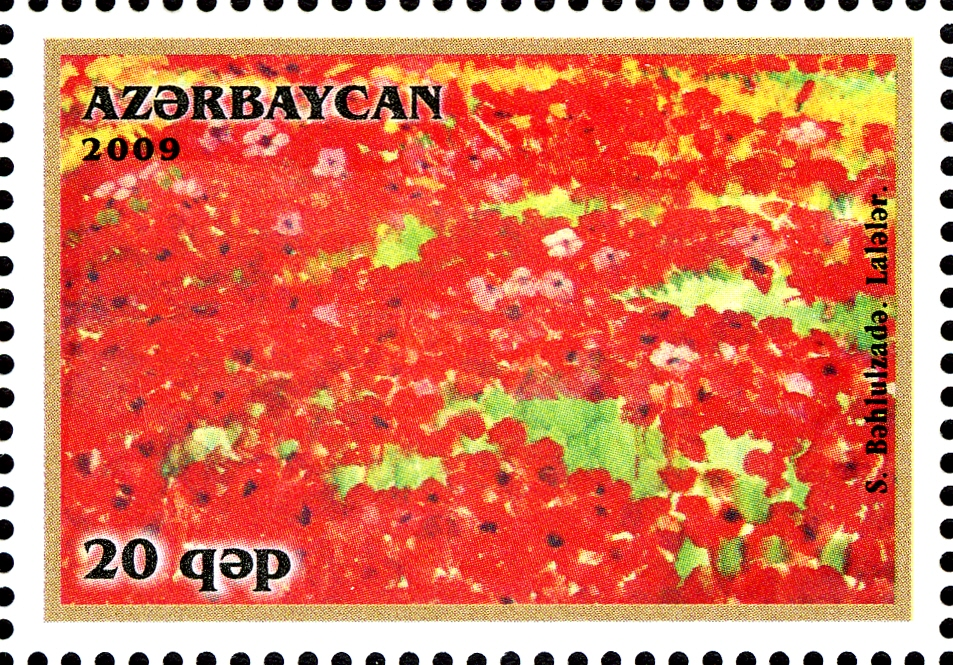
Amapolas
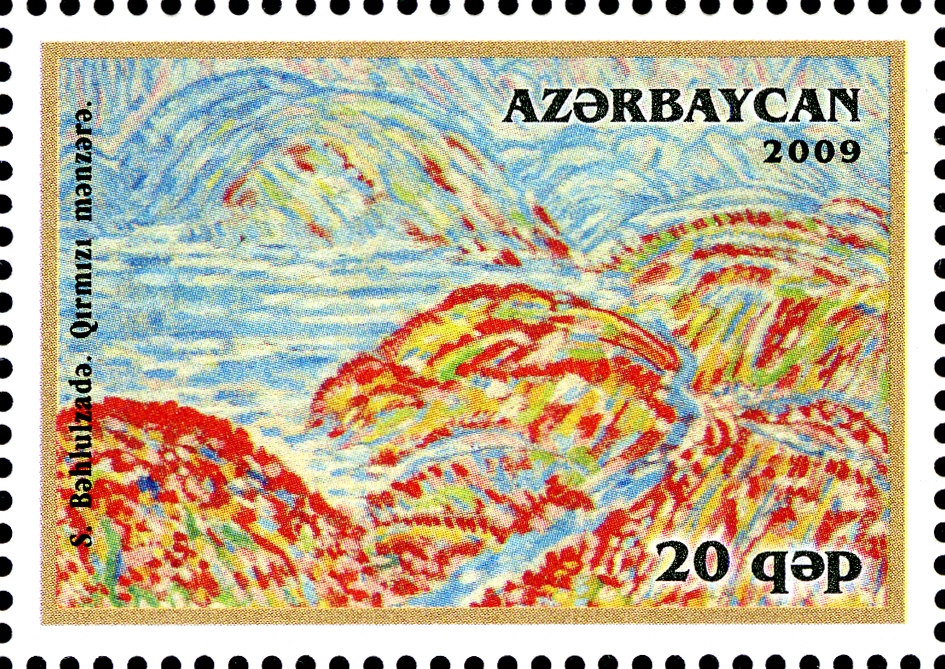
Paisaje rojo